# Osmia illinoensis
Osmia illinoensis là một loài Hymenoptera trong họ Megachilidae. Loài này được Robertson mô tả khoa học năm 1897.